# Lissoloma brotulae
Lissoloma brotulae är en plattmaskart. Lissoloma brotulae ingår i släktet Lissoloma och familjen Fellodistomatidae. Inga underarter finns listade i Catalogue of Life.